# Conus gradatulus
Espèce
Statut de conservation UICN

 LC  : Préoccupation mineure
Conus gradatulus est une espèce de mollusques gastéropodes marins de la famille des Conidae.
Comme toutes les espèces du genre Conus, ces escargots sont prédateurs et venimeux. Ils sont capables de « piquer » les humains et doivent donc être manipulés avec précaution, voire pas du tout.

## Description
La taille de la coquille varie entre 41 mm et 72 mm. La spire est élevée, dégradée, avec des whorls cannelés. Le verticille est rosé avec trois séries de maculations longitudinales de couleur châtain, formant des bandes interrompues. L'ouverture est rosée. 

## Distribution
Cette espèce marine est présente au large du Banc des Aiguilles, Afrique du Sud.

### Niveau de risque d’extinction de l’espèce
Selon l'analyse de l'UICN réalisée en 2011 pour la définition du niveau de risque d'extinction, cette espèce n'est connue que des eaux profondes, entre 60 et 460 m, au large des côtes d'Afrique du Sud et de Namibie. Cette espèce a une vaste aire de répartition et sa population ne fait l'objet d'aucune menace connue, car il s'agit d'une espèce des eaux profondes. Elle a donc été classée dans la catégorie "préoccupation mineure".

## Taxonomie

### Publication originale
L'espèce Conus gradatulus a été décrite pour la première fois en 1875 par le zoologiste et malacologiste allemand Heinrich Conrad Weinkauff (1817–1886) dans la publication intitulée « Die familie der Coneae oder Conidae Systematisches Conchylien »,.

### Synonymes
- Conus (Sciteconus) gradatulus Weinkauff, 1875 · appellation alternative
- Conus oltmansianus van Lennep, 1876 · non accepté
- Conus papillaris A. Adams & Reeve, 1848 · non accepté
- Conus papillaris Reeve, 1849 · non accepté
- Conus patens G. B. Sowerby III, 1903 · non accepté
- Conus turritus G. B. Sowerby II, 1870 · non accepté
- Leptoconus gradatulus (Weinkauff, 1875) · non accepté
- Leptoconus patens (G. B. Sowerby III, 1903) · non accepté
- Sciteconus gradatulus (Weinkauff, 1875) · non accepté
- Sciteconus patens (G. B. Sowerby III, 1903) · non accepté

## Identifiants taxonomiques
Chaque taxon catalogué par les bases de données biologiques et taxonomiques possède un identifiant qui permet d'établir un point de référence. Les identifiants de Conus gradatulus dans les principales bases sont les suivants :
CoL : XXHH - GBIF : 6511104 - iNaturalist : 431996 - IRMNG : 11705823 - TAXREF : 155510 - UICN : 192307 - WoRMS : 428140